# Classe Achimota
La classe Achimota è una classe di motocannoniere della Ghana Navy, composta da due unità entrate in servizio nel 1981. Principali unità da combattimento della piccola Marina ghanese, la Achimota (nave ammiraglia della flotta) e la gemella Yogaga sono unità di costruzione tedesca impiegate principalmente in missioni di pattugliamento e sorveglianza nelle acque costiere.
Il 14 settembre 1990 la capoclasse Achimota venne colpita da fuoco di artiglieria dei guerriglieri del Fronte Patriottico Nazionale della Liberia mentre operava al largo di Monrovia in appoggio a una missione di pace della ECOWAS, nel corso degli scontri della prima guerra civile liberiana; due marinai ghanesi e tre infermerie nigeriane presenti a bordo rimasero uccise nell'incidente, portando ad attacchi di rappresaglia contro le postazioni dei guerriglieri da parte della Ghana Air Force.

## Caratteristiche

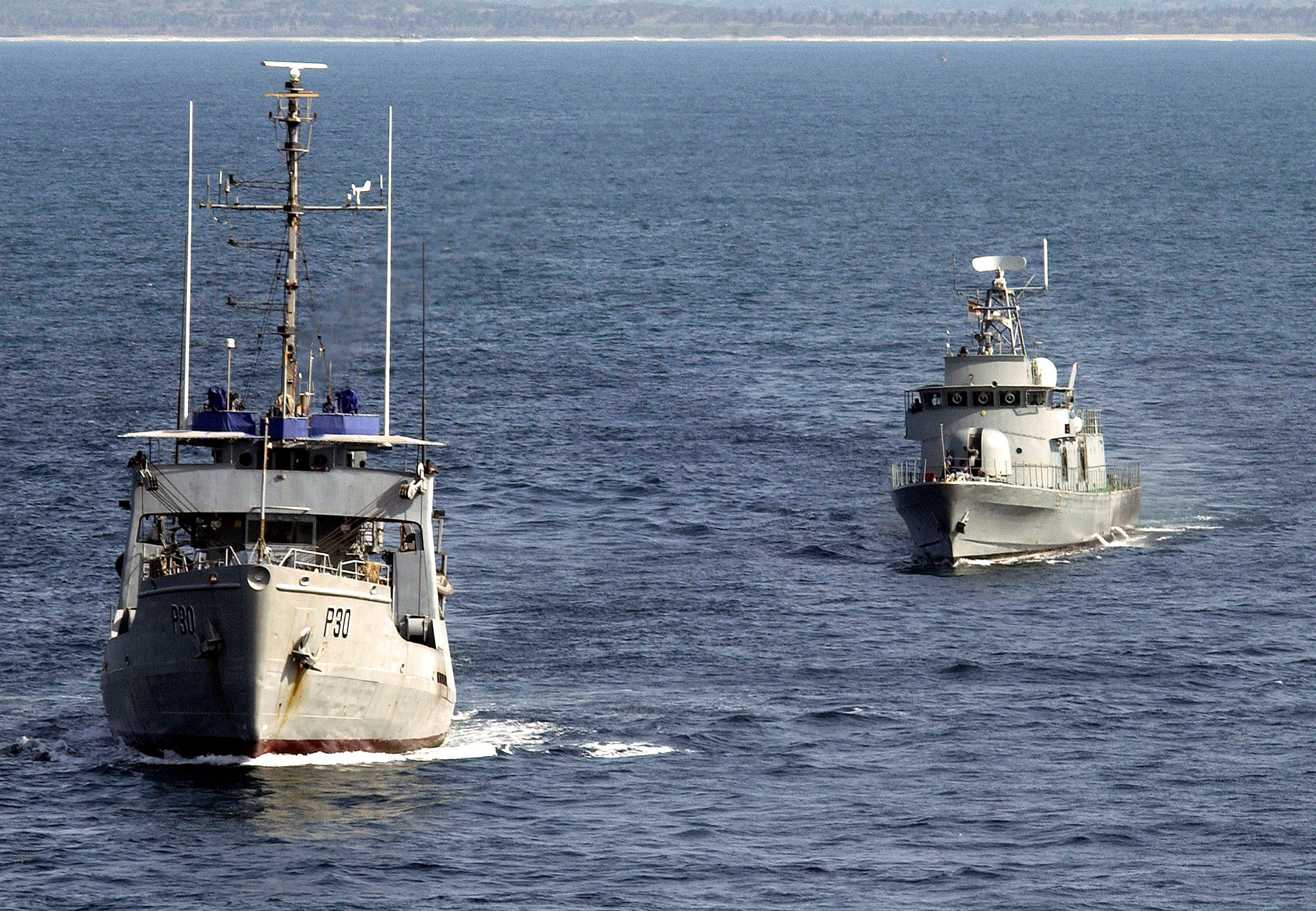
La Achimota (a destra) e il pattugliatore Anzone durante delle manovre di addestramento nel 2005

Nell'ottobre 1977 il governo ghanese sottoscrisse un contratto con la ditta tedesco-occidentale Lürssen per la costruzione di due motocannoniere, da assemblarsi nei cantieri navali di Vegesack; entrambe le unità furono varate il 14 marzo 1979 ed entrarono in servizio con la Ghana Navy il 27 marzo 1981. Il loro scopo principale era quello di essere impiegate in missioni di vigilanza pesca e di pattugliamento costiero.
Le due unità classe Achimota sono basate sul progetto PB 57 della Lürssen, e il loro aspetto generale è ripreso da quello delle motocannoniere missilitische classe Yıldız costruite sempre dalla Lürssen per conto della Marina militare turca. I battelli hanno un dislocamento a pieno carico di 395 tonnellate (380 tonnellate di dislocamento standard e 410 di dislocamento a pieno carico secondo un'altra fonte), con uno scafo lungo fuori tutto 58,1 metri, largo 7,6 metri e con un pescaggio di 2,8 metri. L'apparato propulsivo si basa su tre motori diesel della MTU modello 16V 538 TB91, ciascuno azionante un'elica e con una potenza complessiva di 11 400 hp (8 500 kW); l'apparato motore conferisce alle unità una velocità massima di 33 nodi (61 km/h) e un'autonomia di 3300 miglia alla velocità di crociera di 16 nodi (6100 km a 30 km/h).
Le Achimota sono armate con un cannone Otobreda 76/62 mm dell'italiana OTO Melara, pezzo a impiego duale antinave/antiaereo, installato in una torretta posta a prua della sovrastruttura centrale; a poppa si trova invece un cannone antiaereo da 40 mm della Breda. L'apparato sensori comprende un impianto radar Thomsen-CSF Canopus A per la scoperta di superficie e un impianto di direzione del tiro optronico LIDD. L'equipaggio ammonta a 5 ufficiali e 50 tra sottufficiali e marinai.

## Unità
| Nome           | Varo          | Entrata in servizio | Status             |
| -------------- | ------------- | ------------------- | ------------------ |
| Achimota (P28) | 14 marzo 1979 | 27 marzo 1981       | in servizio attivo |
| Yogaga (P29)   | 14 marzo 1979 | 27 marzo 1981       | in servizio attivo |